# Jesendorf (Kröning)
Jesendorf ist ein Gemeindeteil der Gemeinde Kröning und eine Gemarkung im niederbayerischen Landkreis Landshut. Bis Ende März 1971 bestand die Gemeinde Jesendorf.

## Lage
Das Pfarrdorf Jesendorf liegt im Isar-Inn-Hügelland im Süden der Gemeinde Kröning an der Kreisstraße LA 3. Die Entfernung zur Stadt Landshut im Westen beträgt in der Luftlinie etwa 15 Kilometer.

## Geschichte
Jesendorf bildete eine Obmannschaft im Amt Kirchberg des Landgerichtes Teisbach. 1752 bestand es aus 17 Anwesen. Die 1818 aus dem Steuerdistrikt Gerzen entstandene Gemeinde gehörte zum Bezirksamt Vilsbiburg, später Landkreis Vilsbiburg und umfasste 1964 eine Fläche von 2222 Hektar mit den 35 Gemeindeteilen Asbach, Bödldorf, Eck, Eppenöd, Flexöd, Gmain, Großbettenrain, Hacken, Hermannsreit, Hub, Hundspoint, Jesendorf, Kleinbettenrain, Kobl, Koblpoint, Kreuzhäusl, Mairhof, Oberschnittenkofen, Ölhart, Otzlberg, Paradies, Reismühle, Reit, Resenöd, Rutting, Schachten, Scheuereck, Schmelling, Sommersberg, Straß, Stürming, Unterschnittenkofen, Wieselsberg, Wippstetten und Zurlberg und dort 1961 insgesamt 184 Wohngebäude mit 841 Einwohnern. Jesendorf war einer der Orte, in denen die Kröninger Tonwarenindustrie beheimatet war. Am südlichen Dorfrand erinnern daran noch eine Ziegeleiwerkruine samt Schornstein aus Backstein sowie Dowerweiher.
Die Gemeinde Jesendorf wurde im Zuge der Gebietsreform in Bayern am 1. April 1971 in die Gemeinde Kröning eingegliedert. 1987 hatte Jesendorf 198 Einwohner. Am Nordrand entstand ein Siedlungsgebiet mit einem kleinen Sportplatz. Bis zum Jahr 2007 stieg die Einwohnerzahl auf 260.

## Baudenkmäler
- Filialkirche St. Ursula. Der spätgotische Bau des 15. Jahrhunderts wurde 1726 barock ausgebaut.

## Vereine
- Freiwillige Feuerwehr Jesendorf. Sie wurde 1888 gegründet.
- Obst- und Gartenbauverein Jesendorf
- VdK Kirchberg/Jesendorf
- Real Jesendorf
- Reservistenverein Jesendorf